# مارین آلسوپ

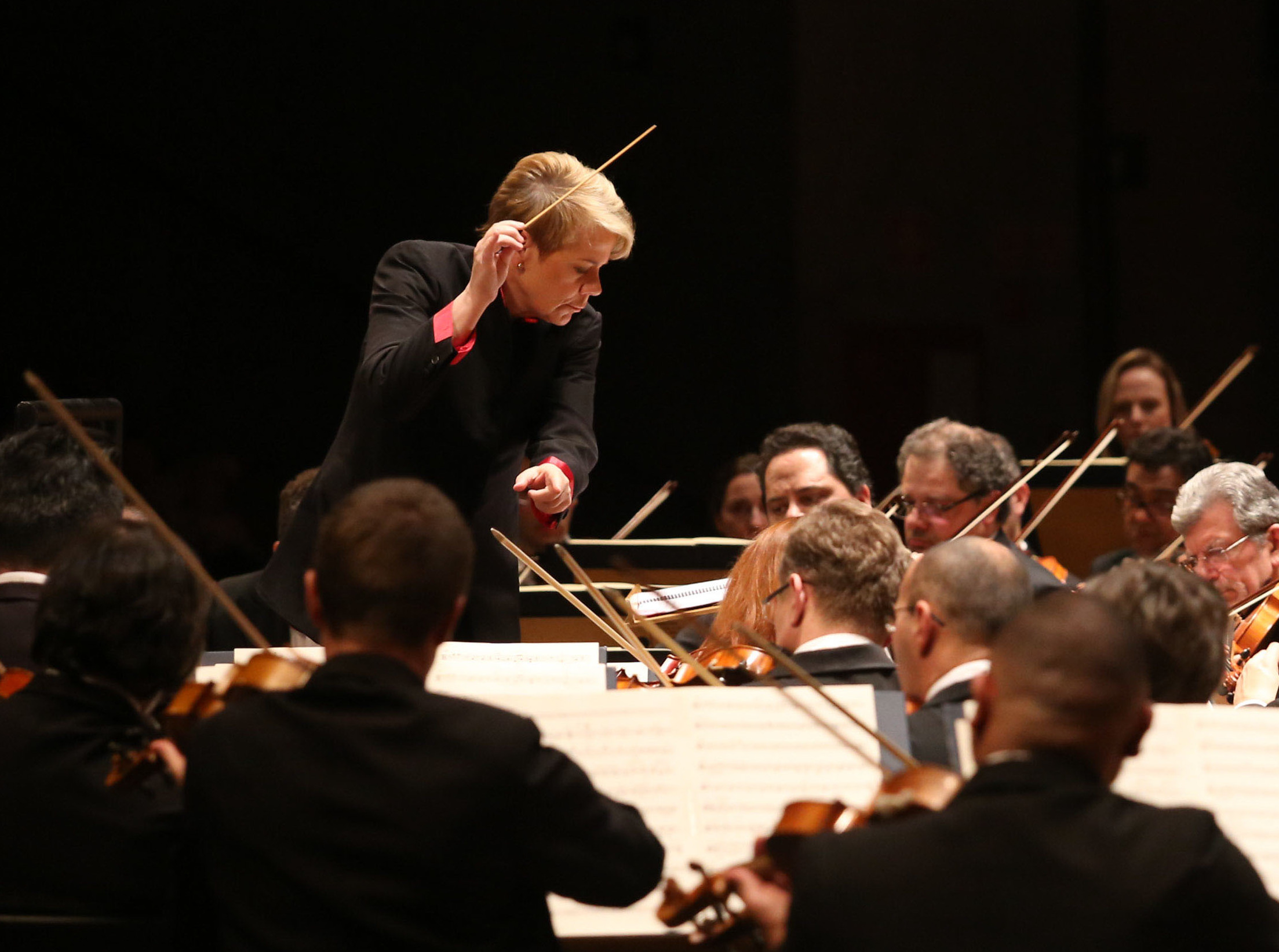

مارین آلسوپ (متولد ۱۶ اکتبر ۱۹۵۶) رهبر ارکستر اتریشی آمریکایی‌تبار، اولین زنی است که جایزه کوسیویتسکی را برای رهبری و اولین رهبر ارکستر دریافت کرده‌است. او برنده جایزه کارگردان موسیقی ارکستر سمفونیک بالتیمور و رهبر ارکستر سمفونیک رادیو وین و جشنواره راوینیا است. او در سال ۲۰۰۸ به عضویت فرهنگستان هنر و علوم آمریکا انتخاب شد و در سال ۲۰۲۰ به عضویت انجمن فیلسوفان آمریکا انتخاب شد.

## سنین جوانی و تحصیل
مارین آلسوپ در شهر نیویورک متولد شد. او در مدرسه ای با نام «مدرسه استادان» تحصیل کرد و ویولن را در بخش پیش کالج مدرسه جولیارد خواند و در سال ۱۹۷۲ فارغ‌التحصیل شد. او در دانشگاه ییل در رشته ریاضی تحصیل کرد، اما به جولیارد منتقل شد و در آنجا لیسانس موسیقی را در سال (۱۹۷۷) و کارشناسی ارشد موسیقی ویولن را در سال (۱۹۷۸) گرفت. در جولیارد، آلسوپ با ارکسترهایی مانند فیلارمونیک نیویورک و باله شهر نیویورک نواخت.
آلسوپ سخنران آغازین صد و شانزدهمین مراسم آغاز به کار جولیارد در ۱۸ ژوئن ۲۰۲۱ در پارک دامروش بود، جایی که به او دکترای افتخاری موسیقی اعطا شد.

## در آغاز کار
آلسوپ پس از سه بار شکست در دریافت پذیرش در برنامه رهبری جولیارد، گروه زهی نیویورک را در سال ۱۹۸۱ گروه جاز زنانه String Fever، و در سال ۱۹۸۴ کنکوردیا، یک ارکستر ۵۰ قطعه‌ای متخصص در موسیقی آمریکایی قرن بیستم را تأسیس کرد. در سال ۱۹۸۳ او در یک جلسه ضبط از یک اپرای مجلسی فیلیپ گلس به نام «عکاس» کنسرت مستر یا ویولنزن اول بود. در سال ۱۹۸۵، او ویولن را در ضبط موسیقی اصلی «رود بزرگ» از بازیگران برادوی نواخت. او در سال ۱۹۸۹ برنده جایزه کوسیویتسکی به عنوان رهبر برجسته دانشجویی در مرکز موسیقی تانگلوود شد، جایی که با قهرمان و مربی آینده خود لئونارد برنستاین ملاقات کرد. او اولین زنی بود که برنده این جایزه شد.

## زندگی شخصی
آلسوپ آشکارا لزبین است. از سال ۱۹۹۰، کریستین یورکشایت، نوازنده کر، شریک آلسوپ بوده‌است. آنها یک پسر دارند. در حالی که آلسوپ سمفونی کلرادو را رهبری می‌کرد، که شریک زندگی او یکی از اعضای آن بود، رابطه آنها جنجال برانگیخت. آلسوپ پاسخ داد که این رابطه قبل از انتصاب او به رهبری ارکستر بوده و هیچ تأثیری بر عملکرد شغلی او ندارد.

## افتخارات و دستاوردها

### جایزه گرمی
| سال  | رده                               | اثر                                                                       | نتیجه     |
| ---- | --------------------------------- | ------------------------------------------------------------------------- | --------- |
| ۲۰۰۳ | بهترین تک نوازی (همراه با ارکستر) | Barber (ساموئل باربر): Violin Concerto, Op. 14, A Scene From Shelley, etc | نامزد شده |
| ۲۰۰۵ | بهترین آلبوم گفتاری برای کودکان   | داستان موسیقی کلاسیک                                                      | نامزد شده |
| ۲۰۰۸ | بهترین تک نوازی (همراه با ارکستر) | Daugherty: UFO                                                            | نامزد شده |
| ۲۰۱۰ | بهترین آلبوم کلاسیک               | برنستاین: توده                                                            | نامزد شده |

### جایزه امی
| سال  | رده                               | اثر                                                           | نتیجه     |
| ---- | --------------------------------- | ------------------------------------------------------------- | --------- |
| ۲۰۰۵ | Outstanding Special Class Program | Leonard Bernstein's "Candide" in Concert (Great Performances) | نامزد شده |

## در سینما
به نظر می‌رسد بخش‌های بزرگی از پیشینه شخصیت "لیدیا تار" در فیلم "تار (۲۰۲۲)" از مارین آلسوپ، الهام گرفته شده‌است. اما بر خلاف تار، آلسوپ هرگز به سوء رفتار حرفه ای متهم نشده‌است.